# Flirtation Walk
Flirtation Walk (Brasil: Miss Generala / Portugal: Começou Num Automóvel) é um filme norte-americano de 1934, do gênero musical, dirigido por Frank Borzage  e estrelado por Dick Powell e Ruby Keeler.

## Produção
A Flirtation Walk é uma pedregosa trilha histórica plantada dentro de Academia de West Point. O filme presta homenagem a este sítio, onde tradicionalmente os cadetes têm momentos de privacidade com suas convidadas.
Largamente rodada e ambientada na própria Academia (a quem é dedicada), Flirtation Walk é uma produção patriótica que recebeu "total cooperação do Exército dos Estados Unidos".
O filme, um grande sucesso de público, foi o segundo encontro no ano da dupla de protagonistas -- dois meses antes, eles apareceram juntos em Dames, lançado pela mesma Warner Bros..
Entre as canções, destacam-se Mr. and Mrs. Is the Name e Flirtation Walk, ambas de Allie Wrubel e Mort Dixon, além de várias outras do século XIX, como o hino dos EUA The Star-Spangled Banner.
Flirtation Walk recebeu duas indicações ao Oscar, nas categorias de Melhor Filme e Melhor Mixagem de Som.

## Sinopse
Soldado baseado no Havaí envolve-se com a filha de um general. Com medo das possíveis consequências, ele pede transferência para West Point, onde se dispõe a montar o show anual. De repente, ele reencontra seu antigo amor, que acaba de chegar porque seu pai é o novo comandante. Para complicar as coisas, ela quer estrelar o espetáculo.

## Premiações
| Prêmio | Categoria                          | Situação |
| ------ | ---------------------------------- | -------- |
| Oscar  | Melhor Filme Melhor Mixagem de Som | Indicado |

## Elenco
| Ator/Atriz       | Personagem          |
| ---------------- | ------------------- |
| Dick Powell      | Canary Dorcy        |
| Ruby Keeler      | Kit Fitts           |
| Pat O'Brien      | Scrapper Thornhhill |
| Ross Alexander   | Oskie               |
| John Arledge     | Spike               |
| Henry O'Neill    | General Fitts       |
| John Eldredge    | Tenente Biddle      |
| Guinn Williams   | Sleepy              |
| Frederick Burton | General Landacre    |
| John Darrow      | Chase               |